# Andreas Grassl
Andreas Grassl, né le 25 octobre 1984 en Allemagne, surnommé le Piano Man en français : « l'homme au piano », est un homme dont l'origine mystérieuse a suscité l’intérêt de la presse britannique et internationale pendant de longs mois en 2005.

## Le mystère sur son identité
Le jeune homme est retrouvé habillé en smoking, complètement mouillé et inconscient, sur la plage de Sheerness de l'île de Sheppey (au sud-est de Londres) au Royaume-Uni le 7 avril 2005.
Sans aucun moyen de l’identifier, il est transporté à l'hôpital de Gillingham. Cet homme d'une vingtaine d'années semble souffrir d'amnésie ou d’autisme. Il ne parle pas, et ne communique que par l'intermédiaire d'un piano.
En effet, lorsque les infirmières lui ont présenté une feuille et un stylo, il a dessiné en détail un piano à queue. Les médecins l’ont alors placé devant un piano dans la chapelle de l'hôpital où, selon, la presse, l'homme s'est mis à interpréter différentes musiques allant de la musique classique de Tchaïkovsky à la musique pop/rock comme les Beatles. Les spécialistes qui ont pu l'entendre auraient dit que c'était un bon pianiste sans toutefois être un virtuose.
La photo de l’homme au piano est alors diffusée dans tous les tabloïds britanniques précédés par le message « Si vous connaissez cet homme, appelez vite le 0500 700 700. » Plus de 1 500 personnes appellent le numéro vert national, en pensant reconnaître le Piano Man ou en inventant les histoires les plus saugrenues :
Une Suédoise reconnaît son mari, pianiste de concert disparu, d’autres pensent qu'il s'agit du musicien tchèque, Tomas Strnad. Celui-ci doit même témoigner à la télévision tchèque pour contrer la rumeur. Des pianistes internationaux sont appelés au chevet du Piano Man pour tenter de le reconnaître. Rien n'y fait. Le jeune homme finit par pointer Oslo sur une carte et semble réagir au norvégien mais ne réagit toujours pas devant les questions de médecins. Il est alors placé dans une unité psychiatrique où les experts diagnostiquent de l’arythmie et de l’amnésie.
Malgré les différentes recherches faites par les forces policières de tous les pays européens et la notoriété de l'affaire dans les médias, il n'a pas pu être établi qui il était pendant plusieurs semaines.
Mi-août 2005, il finit par révéler son identité au personnel de l'hôpital où il est interné : son nom est Andreas Grassl, il a 20 ans ; né en Bavière en Allemagne, il a deux sœurs et se dit homosexuel. Interrogé par les médecins qui remarquent son soudain et remarquable rétablissement, il aide les enquêteurs à reconstituer son odyssée. Andreas serait arrivé dans le Kent après avoir perdu son travail. Très déprimé, il aurait voulu se suicider en se noyant dans la mer.

## La polémique
Une fois le mystère enterré, une polémique est née.
Le Piano Man est accusé d’imposture. Au Royaume-Uni où la presse a l’habitude de payer les témoignages, l’histoire semble s’être nourrie d’elle-même. Andreas aurait simulé les troubles des malades mentaux.
Les Britanniques l’accusent d'avoir tout inventé, notamment son amnésie pour rester au chaud, nourri, logé, aux frais de l'État britannique.
Le psychiatre Oliver James a confié dans The Guardian qu'il était « aisé de prétendre être malade sur une courte durée [...]. Ce jeune homme n'est peut-être pas aussi atteint que les docteurs ont cru de prime abord mais il ne fait aucun doute qu'il connaît des troubles de la personnalité. On ne joue pas la comédie de cette façon durant cinq mois sans être un peu malade ». 
Le samedi 20 août 2005, Andreas Grassl a quitté Londres son billet d'avion vers l'Allemagne payé par l'ambassade d'Allemagne et sans avoir acquitté ses frais d'hospitalisation, estimés à 27 000 euros.
Il est remarquable de noter la ressemblance entre l'histoire de Piano Man et le film canadien Amnésie, l'énigme James Brighton de Denis Langlois sorti en 2005, qui s'inspirait d'un fait divers qui avait eu lieu à Montréal en 1998.